# 전체론

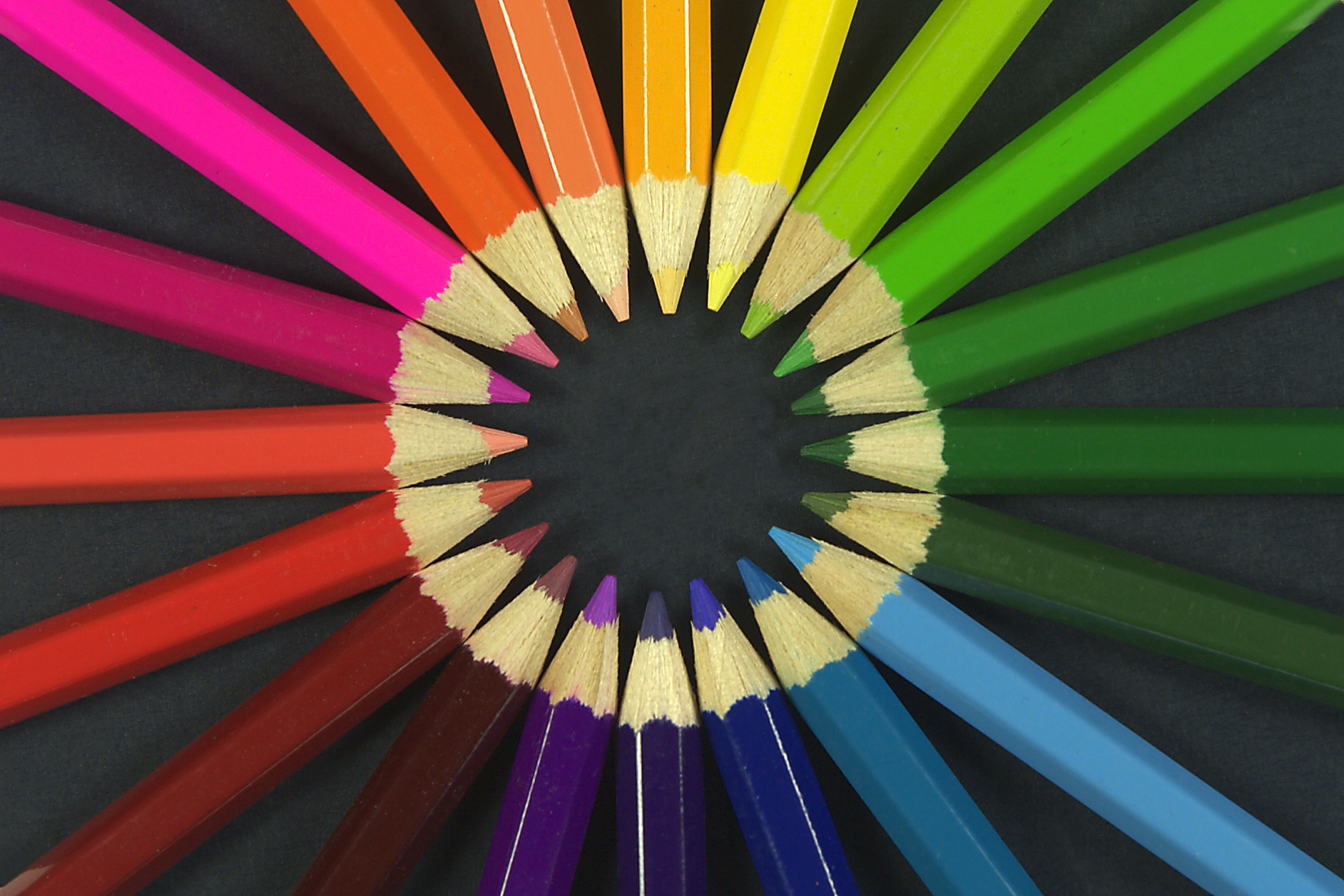

전체론(holism)은 한 기관(생물, 화학, 사회, 경제, 정신, 언어 등)이 그것의 구성 요소들을 통해 설명될 수 없다고 하는 사상이다. 즉, 부분이 기관 전체의 동작을 결정하는 것이 아니라 기관 전체가 부분의 동작을 결정한다는 생각으로서, 환원주의에 대비되는 개념이다.
현대적인 전체론은 존재의 본래 모든 연관성을 전제로 하는 입장이라는 의미로, 과학 및 사회 과학에서 사용된다. 근대 과학은 자연 현상을 최대한 부분으로 나누어 분석하고 법칙 등을 끌어내고 거기서 세계를 재구성하는 방식을 취해 왔다. 따라서 전체론은 그러한 전통적 과학 기술에 반하는 입장이라 할 수 있다.
사회학에서도 전체론의 영향을 받아, 사회는 개인의 집합이 아니라 사회 자체에 사고 방식이 있고 사회가 개인을 규정하는 측면이 많다고 생각하는 사람들이 등장하기도 했다. 이에 대해 칼 포퍼는 그러한 사고 방식(사회학 분야에서는 마르크스주의 전체론을 비판하는 맥락으로 사용하고 있기 때문에, 본래의 의미와는 다르다.)이 사회학에 유입되면 국가 권력을 증대시키는 논리로 작용하거나 전체주의(Totalitarianism)와 같게 된다는 것을 지적한 바 있다.
생물학과 생리학에서는 종종 생기론과 연결되어 왔다. 한스 도리쉬(Hans Adolf Eduard Driesch)의 새로운 생기론도 전체론의 영향을 받은 대표적인 사상이다. 그러나 이것은 생명 현상은 물리와 화학 법칙만으로는 설명할 수 없는 독특한 원리가 있다는 입장으로서, 많은 학자로부터 비판을 받고 있다.
인간의 정신은 부분이나 성분의 집합이 아니라 전체성과 구조가 중요시되어야 한다는 게슈탈트 심리학도, 전체론의 영향을 받은 것으로 현상학에서 환원주의에 반하는 입장을 가지고 있다.

## 같이 보기
- 전체주의